# Ischnoscelis hoepfneri
Ischnoscelis hoepfneri är en skalbaggsart som beskrevs av Hippolyte Louis Gory och Achille Rémy Percheron 1833. Ischnoscelis hoepfneri ingår i släktet Ischnoscelis och familjen Cetoniidae. Inga underarter finns listade i Catalogue of Life.